# Aczél Gergely
Aczél Gergely (Budapest, 1991. február 27. –) magyar sakkozó, nemzetközi nagymester (GM).

## Pályafutása
2013-ban kapta meg a nemzetközi mester címet, amelyhez a szükséges normákat 2011-ben Szlovákia nyílt bajnokságán, a magyar országos csapatbajnokságon, valamint 2012-ben a Kecskeméten rendezett Caissa nagymesterversenyen teljesítette. A nagymesteri normát a 2016. novemberi, a 2017. szeptemberi és 2017. októberi Első Szombat (First Saturday) nagymesterversenyen teljesítette. E háromszori teljesítés alapján kapta meg 2018-ban a címet. Az Első Szombat versenyek történetében ő az első, aki egy éven belül három alkalommal is megnyerte a nagymesteri csoportot.
A 2018-as kieséses rendszerű magyar sakkbajnokságon a 2. helyen végzett és ezüstérmet szerzett.
A 2019. szeptemberi hivatalos FIDE-ranglista szerint az Élő-pontszáma 2530, amellyel a magyar ranglista 22. helyén áll. A legmagasabb Élő-pontszámát 2017. novemberben érte el, amikor 2573 pontjával a magyar ranglista 13. helyén állt.